# 小代恵子
小代 恵子（こしろ けいこ、1972年8月23日-)は、日本の女性タレント。身長158cm、体重45kg。スリーサイズは83/61/93。血液型O型。東京都出身。愛称「けーな」。
日本大学生産工学部卒業。

## 主な出演作品

### テレビ
- ギルガメッシュナイト
- 24時間テレビ（NTV） - リポーター
- まるごと (静岡第一テレビ）　- レポーター（レギュラー）
- ザ・ジャッジ! 〜得する法律ファイル（CX）
- Dのゲキジョー 〜運命のジャッジ〜（CX）
- 天才てれびくん（NHK） - 再現VTR
- なんでも経済学 (NHK）

### テレビドラマ
- オヤジぃ。 - 第7話ゲスト
- 新・愛の嵐 - 織江 役

### CM
- ニチフリ小森「マジレンジャーお弁当箱」
- 大京「ライオンズマンション」

### 映画
- 劇場版 仮面ライダー555 パラダイス・ロスト

### 舞台
- 貸席の女郎
- マホロバ
- 廃屋のビオトープ
- ACTステージ「ASU」2013年

### ラジオ
- Good Life（葛飾エフエム放送）パーソナリティラジオCM
  - NTT「フレッシュパル」
  - ダイハツ「アトレーワゴン」
- 神奈川トヨタ「春のイベント」

### アニメ
- こちら葛飾区亀有公園前派出所（女の子、女性、子供）

### ゲーム
- SIREN - 美浜奈保子 役
- SIREN2 - アーカイヴ内に登場するタレント（美浜奈保子） 役
- 目指せアイドルスター!! 夏色メモリーズ - 小代恵子 役

### ライブ
- HAKEN FESTA 2015 - Ciuda de Carmen Canpeche in MEXICO
- Japan Week end in Madrid 2013 - RECINTO FERIAL CASA DE CA MPO IN SPAIN
- Tunami22 - Yucatan Convencion Center "Siglo XXI" in MEXICO
- Japan Week end in Madrid 2011 - RECINTO FERIAL CASA DE CA MPO IN SPAIN
- Paris MANGA - Porte de Versaille EXPO in PARIS

### その他
- 神奈川トヨタ イメージガール
- TEAM NENC レースクィーン